# آر. إس. ألين
آر. إس. ألين (بالإنجليزية: R.S. Allen)‏ هو كاتب سيناريو أمريكي، ولد في 3 أغسطس 1924، وتوفي في 17 أكتوبر 1981.

## وصلات خارجية
- آر. إس. ألين على موقع IMDb (الإنجليزية)
- آر. إس. ألين على موقع ألو سيني (الفرنسية)
- آر. إس. ألين على موقع أول موفي (الإنجليزية)
- آر. إس. ألين على موقع قاعدة بيانات الأفلام السويدية (السويدية)
- آر. إس. ألين على موقع قاعدة بيانات الفيلم (الإنجليزية)
- آر. إس. ألين على موقع كينوبويسك (الروسية)